# Paulsboro
Paulsboro est un borough du Comté de Gloucester au New Jersey.

## Personnalités liées
- Flipper Anderson (en) (1965-) : joueur de football américain ;
- Russell Carter (1985) : joueur de basketball ;
- Julién Davenport (en) (1995-) : joueur de football américain ;
- Gerald Hodges (en) (1991-) : joueur de football américain ;
- Tony Montanaro (en) (1927-2002) : mime ;
- Isaac Redman (en) (1984-) : joueur de football américain ;
- Kevin Ross (en) (1962-) : joueur de football américain ;
- Larry Sharpe (1951-2017) : catcheur (lutteur professionnel) ;
- Alex Silvestro (en) (1988-) : joueur de football américain ;
- Joan Weber (en) (1935-1981) : chanteuse ;